# یواس‌اس دنور (سی‌ال-۱۶)
یواس‌اس دنور (سی‌ال-۱۶) (به انگلیسی: USS Denver (CL-16)) یک کشتی بود که طول آن ۳۰۸ فوت ۱۰ اینچ (۹۴٫۱۳ متر) بود. این کشتی در سال ۱۹۰۲ ساخته شد.